# Liangyaping
Liangyaping är en ort i Kina. Den ligger i provinsen Hunan, i den södra delen av landet, omkring 230 kilometer väster om provinshuvudstaden Changsha. Antalet invånare är 1 240.
Runt Liangyaping är det ganska tätbefolkat, med 248 invånare per kvadratkilometer. Närmaste större samhälle är Huxingshan, 19,0 km söder om Liangyaping. I omgivningarna runt Liangyaping växer i huvudsak blandskog.
Genomsnittlig årsnederbörd är 1 921 millimeter. Den regnigaste månaden är maj, med i genomsnitt 308 mm nederbörd, och den torraste är december, med 52 mm nederbörd.